# Memoria principal

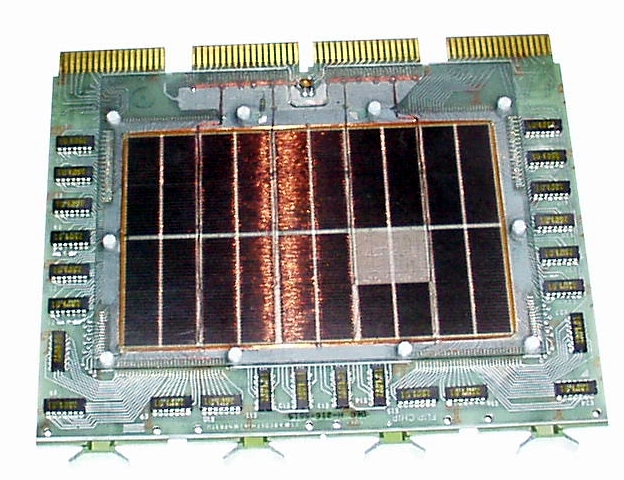
Elemento de memoria de núcleos magnéticos, 1971, capacidad de 16 KiB

Memoria primaria (MP), memoria principal, memoria central o memoria interna es la memoria de la computadora donde se almacenan temporalmente tanto los datos como los programas que la unidad central de procesamiento (CPU) está procesando o va a procesar en un determinado momento. Por su función, la MP debe ser inseparable del microprocesador o CPU, con quien se comunica a través del bus de datos y el bus de direcciones. El ancho del bus determina la capacidad que posea el microprocesador para el direccionamiento de direcciones en memoria.
En algunas ocasiones suele llamarse “memoria interna” porque a diferencia de los dispositivos de memoria secundaria, la MP no puede extraerse tan fácilmente.
Esta clase de memoria es volátil, es decir que cuando se corta la energía eléctrica, se borra toda la información que estuviera almacenada en ella.
La MP es el núcleo del subsistema de memoria de un sistema informático, y posee una menor capacidad de almacenamiento que la memoria secundaria, pero una velocidad millones de veces superior. Cuanto mayor sea la cantidad de memoria, mayor será la capacidad de almacenamiento de datos. 
Cuando la CPU tiene que ejecutar un programa, primero lo coloca en la memoria y después lo empieza a ejecutar. Lo mismo ocurre cuando necesita procesar una serie de datos; antes de poder procesarlos los tiene que llevar a la memoria principal.
Dentro de la memoria de acceso aleatorio (RAM) existe una clase de memoria denominada memoria caché, que se caracteriza por ser más rápida que las demás, permitiendo que el intercambio de información entre la CPU y la MP sea a mayor velocidad.
La estructura de la memoria principal ha cambiado en la historia de las computadoras. Desde los años 1980 es prevalentemente una unidad dividida en celdas que se identifican mediante una dirección. Está formada por bloques de circuitos integrados o chips capaces de almacenar, retener o "memorizar" información digital, es decir, valores binarios; a dichos bloques tiene acceso el microprocesador de la computadora. 

## Tipos
En las computadoras son utilizados dos tipos de memorias: 
1. Memoria de Solo Lectura (Read Only Memory, ROM). Viene grabada de fábrica con una serie de programas. El software de la ROM se divide en dos partes:
  1. Rutina de arranque o POST (Power On Self Test, «Auto Diagnóstico de Encendido»): realiza el chequeo de los componentes de la computadora; por ejemplo, circuitos controladores de video, de acceso a memoria, el teclado, unidades de disco, etcétera. Se encarga de determinar cuál es el hardware que está presente y de la puesta a punto de la computadora. Mediante un programa de configuración, el setup, lee una memoria llamada CMOS RAM (RAM de Semiconductor de Óxido Metálico). Esta puede mantener su contenido durante varios años, aunque la computadora esté apagada, con muy poca energía eléctrica suministrada por una batería, guarda la fecha, hora, la memoria disponible, capacidad de disco rígido, si tiene disquetera o no. Se encarga en el siguiente paso de realizar el arranque (booteo): lee un registro de arranque BR (Boot Record) del disco duro o de otra unidad (como CD, USB...), donde hay un programa que carga el sistema operativo a la RAM. A continuación cede el control a dicho sistema operativo y la computadora queda listo para trabajar.
  2. Rutina del BIOS (Basic Input-Output System o «Sistema Básico de Entrada-Salida»): permanece activa mientras se está usando la computadora. Permite la activación de los periféricos de entrada/salida: teclado, monitor, ratón, etcétera.
    1. Rutina Setup: etapa primaria en la que se pueden modificar opciones básicas como el horario. Es indiferente al sistema operativo y se inicia antes de iniciar sesión.
2. Memoria de Lectura-Escritura (Read-Write Memory, RWM): es la memoria del usuario que contiene de forma temporal el programa, los datos y los resultados que están siendo usados por el usuario de la computadora. En general es memoria volátil, pierde su contenido cuando se apaga la computadora, es decir que mantiene los datos y resultados en tanto el bloque reciba alimentación eléctrica, a excepción de la CMOS RAM.

Tanto la RAM como la ROM son circuitos integrados, llamados chips. El chip es una pequeña pastilla de material semiconductor (silicio) que contiene múltiples circuitos integrados, tales como transistores, entre otros  dispositivos electrónicos, con los que se realizan numerosas funciones en computadoras y dispositivos electrónicos; que permiten, interrumpen o aumentan el paso de la corriente. Estos chips están sobre una tarjeta o placa.
Es común llamar erróneamente a la memoria de lectura/escritura (RWM) como memoria de acceso aleatorio (RAM), donde se confunde el tipo de memoria con la forma de acceso a ella. 
El contenido de las memorias no es otra cosa que dígitos binarios o bits (binary digits), que se corresponden con dos estados lógicos: el 0 (cero) sin carga eléctrica y el 1 (uno) con carga eléctrica. A cada uno de estos estados se le llama bit, que es la unidad mínima de almacenamiento de datos.
Al bloque de MP, suele llamarse RAM, por ser este el tipo de chips de memoria que conforman el bloque, pero se le asocia también el chip CMOS, que almacena al programa BIOS del sistema, y los dispositivos periféricos de la memoria secundaria (discos y otros periféricos), para conformar el subsistema de memoria de la computadora.
La CPU direcciona las posiciones de la RAM para poder acceder a los datos almacenados en ellas y para colocar los resultados de las operaciones.
Los bloques RWM, las ROM y las memorias secundarias conforman el subsistema de memoria de una computadora.